# Friedel Hensch & die Cyprys
Friedel Hensch & die Cyprys was een Duitse schlagergroep.

## Groepsleden
- Friedel Hensch (Landsberg an der Warthe, 7 juli 1906 – Hamburg, 31 december 1990) vierde reeds voor aanvang van de Tweede Wereldoorlog successen als zangeres en was in Berlijn verbonden aan Erik Charell.
- Werner Cyprys (19 april 1922 – 30 juli 2000) solliciteerde in 1945 gelijktijdig met Karl Geithner bij een variété in Flensburg.
- Karl Geithner (Chemnitz-Markersdorf, 11 oktober 1922 – 1976) solliciteerde in 1945 gelijktijdig met Werner Cyprys bij een variété in Flensburg.

## Carrière
Omdat de directeur geen door de geallieerde militaire regering uitgegeven theatervergunning kon tonen, besloten de drie om in hetzelfde jaar een eigen band te formeren. In november 1945 reisden ze in gezelschap van het nieuwe bandlid Heinz Bartels naar Hamburg, waar ze een vaste verbintenis hoopten te krijgen. In januari 1946 traden ze voor de eerste keer op op de Reeperbahn onder de naam Friedel Hensch und die Cyprys. Er volgden gastvoorstellingen in meerdere steden in Duitsland. In het begin van 1947 verliet Bartels de groep wegens het verkrijgen van een betrekking als orkestleider in Bremen. Aan het einde van 1947 trouwden Friedel Hensch en Werner Cyprys in Bielefeld. In 1948 kwam Kurt Grysok (Hindenburg, 5 oktober 1922) de band versterken als vierde man.
Tijdens een optreden in de zomer van 1949 in Hannover werden ze opgemerkt door het hoofd van het platenlabel Polydor, Kurt Richter. Nog in hetzelfde jaar werd het eerste nummer Mit der Zeit lernst auch du es uitgebracht. Ook het daaropvolgende nummer Mein Kaugummi, een eigen compositie van Werner Cyprys, werd tot tevredenheid goed verkocht. In 1950 verschenen enkele singles, waarop het kwartet slechts als koor te horen was bij opnamen van de zanger Heinz Woezel en andere vertolkers. In hetzelfde jaar was het ensemble te bewonderen in de film Mädchen mit Beziehungen, met twee schlagercomposities van Michael Jary. Deze eerste van in totaal 11 filmoptredens betekende een carrièreboost voor het kwartet. Onder het pseudoniem Tante Fröhlich und die Hutzelmännchen nam de groep ongeveer 20 kinderliedjes op voor de kinderserie Gnom van het platenlabel Polydor.
Aan het einde van 1950 boekten ze hun grootste succes met het nummer Holdrio – liebes Echo. In de daaropvolgende jaren bracht de groep altijd weer culturele schlagers uit, die hun handelsmerk werden. In de zomer van 1954 belandde het nummer Heideröslein drie maanden lang op de 1e plaats van de Duitse hitlijst. In 1955 werden ze geëerd met een Gouden Plaat voor de verkoop van meer dan drie miljoen geluidsdragers. Er volgden 15 tournees door Duitsland en Europa, maar ook optredens in meer als 60 tv-shows en bij meer dan 200 radio-optredens. Verdere top 10-hits waren Oh Jägersmann (1956) en Solang' die Sterne glüh'n (1957). Tot 1970 publiceerde het kwartet ongeveer 15 albums en bijna 90 singles.
De groep was in de jaren 1950 succesvol met liederen van bekende componisten en tekstdichters, waaronder Ernst Bader, Bruno Balz, Walter Brandin, Fini Busch, Kurt Feltz, Heino Gaze, Gerhard Jussenhoven, Kurt Schwabach en Gerhard Winkler. Daarnaast verschenen ook nummers uit de pen van Werner Cyprys, die zijn naam ook als componist en producent voor andere artiesten vestigde.
In 1957 emigreerde Kurt Grysok naar Canada en werd vervangen door Hans-Joachim Kipka, die tot 1961 de groep kwam versterken. Sindsdien trad de groep alleen nog op als trio. In 1961 nam de groep met het nummer Colombino deel aan de voorronden van het Eurovisiesongfestival, dat werd gewonnen door Lale Andersen. In 1962 bracht het trio de nummers Mein Ideal, Du läßt dich geh'n en Der Mond von Wanne-Eickel uit, tevens hun laatste hits. In 1963 hadden ze een optreden bij de Deutsche Schlager-Festspiele in Baden-Baden met het nummer Ja, beim Bossa-Nova-ball, dat op de voorlaatste (12e) plaats belandde. Nadat in 1956 hun laatste contract bij Polydor afgelopen was, publiceerden ze hun laatste singles bij Telefunken. Hun laatste optreden had de groep in oktober 1970 in de door Wim Thoelke gepresenteerde tv-show Drei mal Neun.

## Overlijden
Friedel Hensch overleed op 84-jarige leeftijd in Hamburg en werd daar bijgezet op de Neuen Niendorfer Friedhof.

## Discografie

### Singles A- en B-kant
- 1949: Mit der Zeit lernst auch du es, A-kant: René Carol en Danielle Mac: Maria aus Bahia
- 1949: Mein Kaugummi / Caramba, nur Samba
- 1950: Samba-Expreß (Eine Schlagerfolge im Samba-Rhythmus), deel 1 / Samba-Expreß (Eine Schlagerfolge im Samba-Rhythmus), 2. Teil, met Heinz Woezel
- 1950: Alma aus Linden, met Heinz Woezel
- 1950: Bei mir kommt so was nicht vor (Ich wollt' ein Mädchen küssen), met Anneliese Rothenberger, Liselotte Hösl, René Carol en Peter René Körner
- 1950: Die Blonde rechts – die Schwarze links / Opapa (In ganz Europa), met Heinz Woezel
- 1950: Am Lagerfeuer, met Heinz Woezel
- 1950: Emil, Emil / Der Hugo mit dem Saxophon
- 1950: Eine Sommernacht mit dir allein, Luise / Alles für die Firma
- 1950: Schlag auf Schlag (Beliebte Tanzlieder), deel 1, met Heinz Woezel en Fred Weyrich (deel 2 zonder Friedel Hensch & die Cyprys)
- 1950: Lulu–Charlott / Dankeschön, Dankeschön, ich hab' schon genug, met Heinz Woezel
- 1950: Es wär' alles nicht so schwer / Carolina (Sing das Lied von Carolina)
- 1950: So laut klingt nur Blasmusik / Sie hat Grübchen in den Bäckchen
- 1950: Die blaue Grotte / Holdrio – liebes Echo
- 1950: Winke – Winke (Jede Katze braucht 'nen Kater) / Sag' mir ganz leise, wer bist du
- 1951: Warum sind die Männer so schlecht / Da nahm sie einen Besen
- 1951: Wenn ich will, stiehlt der Bill, met Renée Franke, A-kant: Detlev Lais: Wilhelmina
- 1951: Das ist die Liebe / Aber bitte sag's nicht weiter
- 1951: Bei mir zu Haus / Alle kleinen Englein
- 1951: Ansonsten Herr Lutter / Kinder ist das Leben schön
- 1951: Die Fischerin vom Bodensee / Der kleine Eisbär (Eisbär-Song)
- 1951: Über's Jahr, wenn die Kornblumen blühen / Dideldumdei
- 1951: Der alte Schloßteich / Flieg' hinaus, kleine Schwalbe
- 1952: Tango-Max / Spanische Ballade
- 1952: Übers Jahr, wenn die Kornblumen blühen / Der alte Schloßteich
- 1952: Wenn der Josel mit der Rosel / O Pico-Pico-Picolino
- 1952: Das ist ja prima! / Wir wollen uns doch vertragen
- 1952: Was ist denn nun kaputt! / Das ist ja prima!
- 1952: Egon / Wenn das die lieben Eltern wüßten
- 1953: Wenn die Hochzeitsglocken läuten / Einen Strauß voll bunter Blumen
- 1953: Die Försterlieserl / Ein ganzes Leben lang
- 1953: Die alte Kuckucksuhr / So was Schönes machst du nie mit mir
- 1953: Amara, das Zigeunermädchen / Ein Edelweiß für dich
- 1953: Durst ist schlimmer als Heimweh / Molly-bums
- 1953: Das kleine Liebeskarussell / Mucki, mein Schnucki
- 1953: Leopold / Ludwig
- 1953: Mit Alwa ist das Leben schön
- 1954: Der Wilddieb / Der Fremdenlegionär
- 1954: Heideröslein / Wenn erst die Veilchen blüh'n
- 1954: Lucky aus Kentucky (Denn er trug in seiner Hose) / Buffalo-Baby
- 1954: Schweden-Mädel (Schwedische Rhapsodie) / Das Blumen-Lied (Ich komm' heute Nacht mit Blumen zu dir)
- 1954: Das alte Försterhaus / Der kleine Dompfaff
- 1954: Das Mädchen mit dem treuen Blick / Freu dich Mädel (Luxemburg-Polka)
- 1954: Die Paula muß beim Tango immer weinen / Blumen-Konrad
- 1954: Wo ist mein kleiner Hund geblieben / So ist nun mal das Leben
- 1954: Sündige nicht im Verkehr / Du wirkst auf mich wie Alkohol
- 1955: Träumen von zu Haus / Blühender Wacholderstrauch
- 1955: Addio, Addio, Addio / Weit von der Heimat (Hulaleh)
- 1955: Tanz-Expreß (Ein Potpourri neuer Schlager-Erfolge), deel 1 / Tanz-Expreß (Ein Potpourri neuer Schlagererfolge), deel 2
- 1955: Mambo Italiano / Mandarina Panella
- 1955: Filippino (Ein Bambino wie Filippino) / Ja, für eine Fahrt ans Mittelmeer
- 1955: Aha, sieh' da, der feine Max / Lieber Wachtmeister
- 1955: Ja, ja die Liebe in Tirol / Wenn die Berge im Abendrot glühn
- 1955: Drei Matrosen auf der Reeperbahn / Ich kaufe mir ein Grundstück in Berlin
- 1956: Fernando / Du hast so was gewisses
- 1956: Oh Jägersmann / Die alte Mühle im Park von Sanssouci
- 1956: Tip-Tippi-Tap / La Tarantella
- 1956: Hatschi-Boogie / Ich bin Fisch
- 1956: Du weißt nicht, wie lieb ich dich hab' / Der Fischer vom Wolfgangsee
- 1957: S (1956) O wie einst im Mai / Ein- oder zweimal im Jahr
- 1957: Das Edelweiß / Gold und Silber
- 1957: Aber der Novak läßt mich nicht verkommen / Die Männer, ja die Männer
- 1957: Drei Matrosen / Kannst du pfeifen, Johanna
- 1957: Solang' die Sterne glüh'n / Ohne Gruß, ohne Kuß
- 1957: Ich bin die Frieda aus der Roten Laterne / Mandarin und Titipin
- 1958: Es fing so harmlos an wie immer / Mein blonder Trompeter
- 1958: Ein treues Herz / So wie der Mond
- 1958: Biribiri-Bimbam / Irgendwann
- 1958: Leb wohl, mein Danny / Träume mit dir
- 1959: Marjolaine / Du mußt nicht schön sein
- 1959: Laß mich nicht allein / Da kam ein gewisser Jonny
- 1959: Ja, ja, so ist das mit der Liebe / Natürlich die Autofahrer
- 1959: Komm zurück in das Tal unsrer Träume (Red River Rock) / Mamutschka (wein' nicht mehr)
- 1960: Teenager-Tango / Honey – Honey
- 1960: Schlaf mein Liebling / Es wird wieder schön
- 1960: Weit sind die Wege nach Virginia / Tausend Blumen blüh'n im Garten
- 1961: Überleg' dir's noch mal / Colombino (Ich weiß, ein Tag wird kommen)
- 1961: Der schöne Franz / Wo bleibt denn nur das Geld...?
- 1961: Noch nach Jahr und Tag (Drei kleine Worte) / Alles bist du!
- 1962: Immer wieder lockt das Meer / Wieder einmal zu Hause sein
- 1962: Mein Ideal / Mein Hannes
- 1962: Der Mond von Wanne-Eickel / Was macht der Mann da, auf der Veranda?
- 1962: Tu die Katze vom Kanapee / Bei Waldemar (Wenn es regnet – regnet es)
- 1963: Ja, beim Bossa-Nova-Ball / Ein toller Hecht
- 1963: Gruß und Kuß, dein Julius / Mamma mia
- 1964: Der schöne Willy / Oh, Dolores (Die Hochzeit von Don José)
- 1964: Als Oma noch kniefrei ging (potpourri), deel 1 / Als Oma noch kniefrei ging (potpourri), deel 2
- 1964: Erst kommt natürlich mal Hamburg! / H-A-M-B-U-R-G
- So wie einst im Mai / Ein oder zweimal im Jahr (Jahr?)

### Ep's
- 1953: Wir sind vergnügt / Wenn im Dunklen / Die alte Kuckucksuhr / So was Schönes machst du nie mit mir
- 1955: Im Waldrevier
- 1956: Cyprys Bühnenshow
- 1957: Träume im Abendrot
- 1957: Vertraute Volksweisen _ Waldeslust / Im grünen Wald, dort, wo die Drossel singt / Der Fremdenlegionär / Der Wilddieb
- 1960: Ihre größten Erfolge _ Solang' die Sterne glüh'n / Heideröslein / Das alte Försterhaus / Ein treues Herz

### LP's
- 1955: Das ist ja prima
- 1961: Kinder, ist das Leben schön
- 1962: Die Frieda hat immer das letzte Wort
- 1963: Als Oma noch kniefrei ging - Die tollsten Schlager der verrückten 20er (met Peter Frankenfeld)
- 1964: Als Opa noch schwofen ging - Die tollsten Schlager der 20er (met Peter Frankenfeld)
- 1964: Als Opa mit Oma ins Kino ging
- 1965: Schwof bei Hof
- 1965: Im alten Försterhaus
- 1965: Wo der Wildbach rauscht
- 1966: Aus allen Fugen
- 1966: Umgang mit Männern
- 1967: Wiedersehen im Försterhaus am Waldesrand
- 1968: Wir machen durch; Telefunken
- 1968: Beim Heideröslein – Im alten Försterhaus 2
- 1970: Das alte Försterhaus im Böhmerwald
- 1970: Herz mit Schnauze

### CD's
- 2000: Das ist ja prima
- 2004: Mein Kaugummi
- 2007: Kinder ist das Leben schön – Kuriositäten, Raritäten & Erfolge 1951-1956
- 2007: Schlager Juwelen - Ihre großen Erfolge

### Ep's van Tante Fröhlich und die Hutzelmännchen
- 1950: Fuchs, du hast die Gans gestohlen / Der Kuckuck und der Esel / Kommt ein Vogel geflogen / Trara die Post ist da
- 1950: Widewidewenne / Kuckuck, rufts aus dem Wald / Als unser Mops ein Möpschen war / Ein Männlein steht im Walde